# Algérie aux Jeux olympiques d'été de 1996
L'équipe olympique d'Algérie participe aux Jeux olympiques d'été de 1996 à Atlanta. Elle y remporte trois médailles : deux en or et une en bronze, se situant à la trente quatrième place des nations au tableau des médailles. L'athlète Karim El-Mahouab est le porte-drapeau d'une délégation algérienne comptant 45 sportifs (39 hommes et 6 femmes).

## Sportifs

### Aviron
- Samia Hirèche